# Mario Santiago (boxeador)
Mario Santiago (nacido el 13 de julio de 1977 en Ponce, Puerto Rico) es un boxeador campeón del peso pluma del Caribe Consejo Mundial de Boxeo. Su clasificación actual es #3 CMB, #5 AMB, #8 FIB, #13 OMB.

## Aficionado
Comenzó en el boxeo a los siete años en su pueblo natal de Ponce, Puerto Rico. Aprendió a boxear con su tío Edwin y su padre Mario Santiago ambos pugilistas. Su primera participación en un torneo aficionado fue a los 15 años. Su primera pelea fue por el Título de la Región Sur de Puerto Rico el cual conquistó. Los Entrenadores del Equipo Nacional tomaron interés en Mario y siete peleas más tarde viajó al exterior con el equipo Nacional a los 16 años.
Representó a Puerto Rico en muchos torneos amateurs y participó en los Juegos Panamericanos del 1999 en Canadá donde perdió una decisión cerrada por la Medalla de Bronce. Mario compitió en los torneos pre-olímpicos del 2000 pero no calificó y optó por el profesionalismo en el 2000. Mario terminó su carrera de aficionado con un impresionante récord de 52 -3.

## Profesional
Entró al profesionalismo en el 2000 bajo la dirección de Don Félix Trinidad y Cesar Seda. Formó parte de la Escuadra Trinidad, que contaba con los mejores boxeadores de Puerto Rico, campeones mundiales como Félix "Tito" Trinidad, Nelson Dieppa, Álex Sánchez, prospectos como Fres Oquendo, Carlos Quintana, Daniel Seda entre otros.
Firmó un contrato promocional con Don King hasta que Félix Trinidad se retiró por primera vez en el 2002. Fue dejado en libertad de su contrato por Don King y fue liberado del manejo luego de que Don Félix anunciará su retiro. Mario se mudó a Pensilvania para buscar una segunda oportunidad en el boxeo, allí entrenó con Barry Strumph y Syd Brumbach. En 2004 firmó con Gary Shaw Productions donde su carrera floreció al pelear 7 veces en el 2004.
Luego de confrontar problemas de manejo con su equipo, decidió retornar a Puerto Rico y tomar un tiempo fuera del boxeo hasta que sus asuntos de manejo se resolvieran. En 2005, Héctor Santiago y Evangelista Cotto, el tío y entrenador de campeón mundial Miguel Cotto, obtuvieron los derechos de manejo de Mario y retornó a su entrenador aficionado José “Pancha” Aneiro. Mario regresa al cuadrilátero el 8 de octubre de 2005 al noqueando en el 3.er asalto al invicto Filiberto Young (5-0 3 KO), 2 semanas más tarde vio acción en Shobox contra el #15 de la Federación Internacional de Boxeo Cornelius “Master” Lock en el Chumash Casino en California donde ganó por TKO en el 5º asalto.
Esta fue la pelea más importante de la carrera de Mario de la cual obtuvo el reconocimiento de los medios y la fanaticada. Desde su regreso al ring Mario ha derrotado a sus últimos 7 oponentes por la vía rápida. Su última presentación fue una Victoria impresionante por nocaut en el noveno asalto contra el retador al título mundial Daniel Attah en 10 de marzo de 2007 frente a su fanaticada de Ponce, Puerto Rico.

## Vida personal
Mario es casado con la Caroline Santiago y tiene dos hijas Carimar y Yarieli. Mario trabaja en Walmart de Ponce. En su tiempo libre pasa su tiempo en la iglesia y forma parte de la banda donde toca timbales, le encanta la salsa y estar junto a su familia.